# Lemmecourt
Lemmecourt ist eine auf 360 Metern über Meereshöhe gelegene französische Gemeinde im Département Vosges in der Region Grand Est. Sie gehört zum Kanton Neufchâteau im Arrondissement Neufchâteau. Sie grenzt im Norden an Landaville, im Osten und Süden an Beaufremont und im Westen an Jainvillotte.

## Bevölkerungsentwicklung
| Jahr      | 1962 | 1968 | 1975 | 1982 | 1990 | 1999 | 2008 | 2019 |
| --------- | ---- | ---- | ---- | ---- | ---- | ---- | ---- | ---- |
| Einwohner | 32   | 35   | 28   | 27   | 32   | 35   | 27   | 30   |

## Sehenswürdigkeiten
- Kirche Saint-Evre aus dem 15. Jahrhundert, 1852 restauriert
- Lavoir, ehemaliges Waschhaus

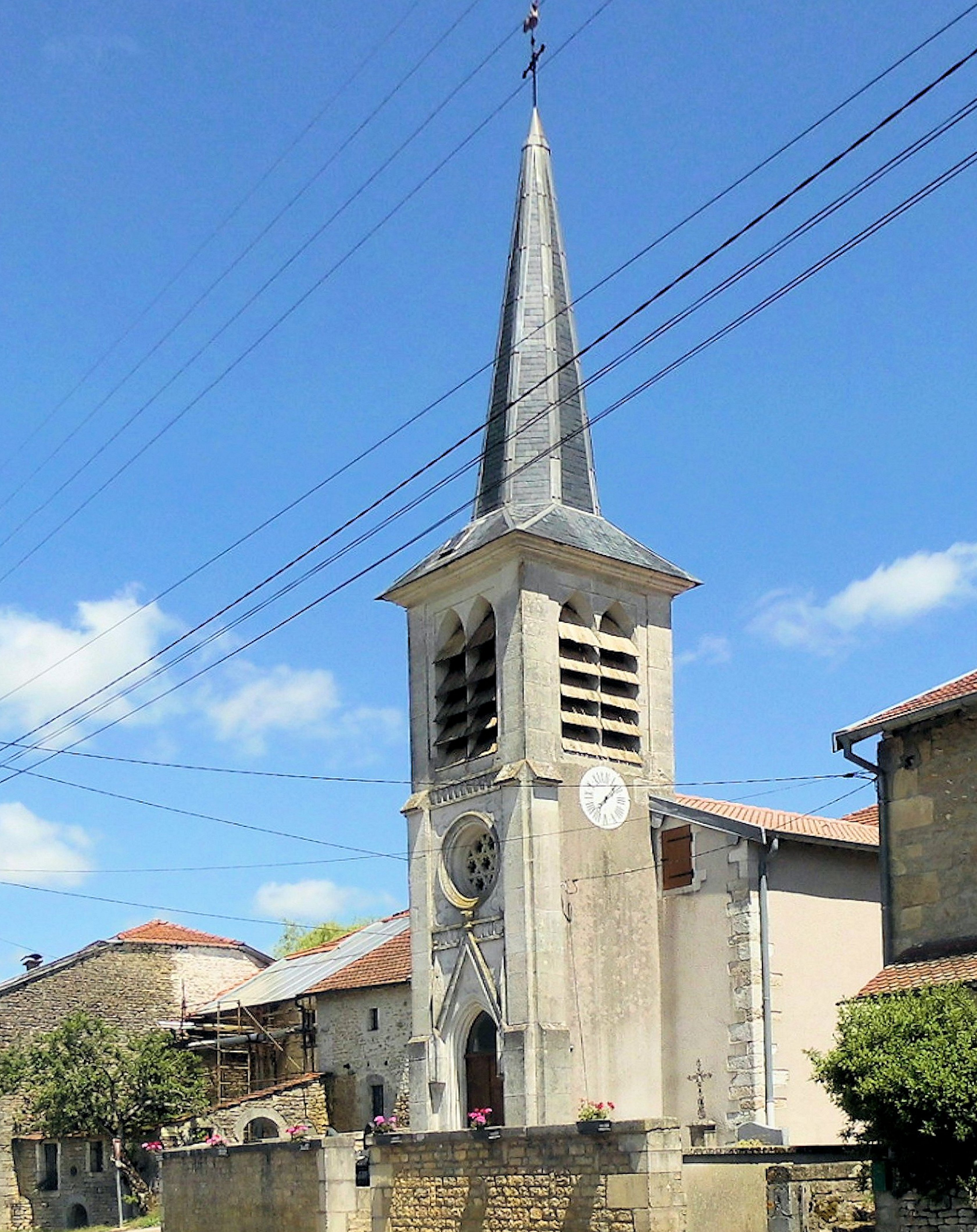
Kirche Saint-Evre
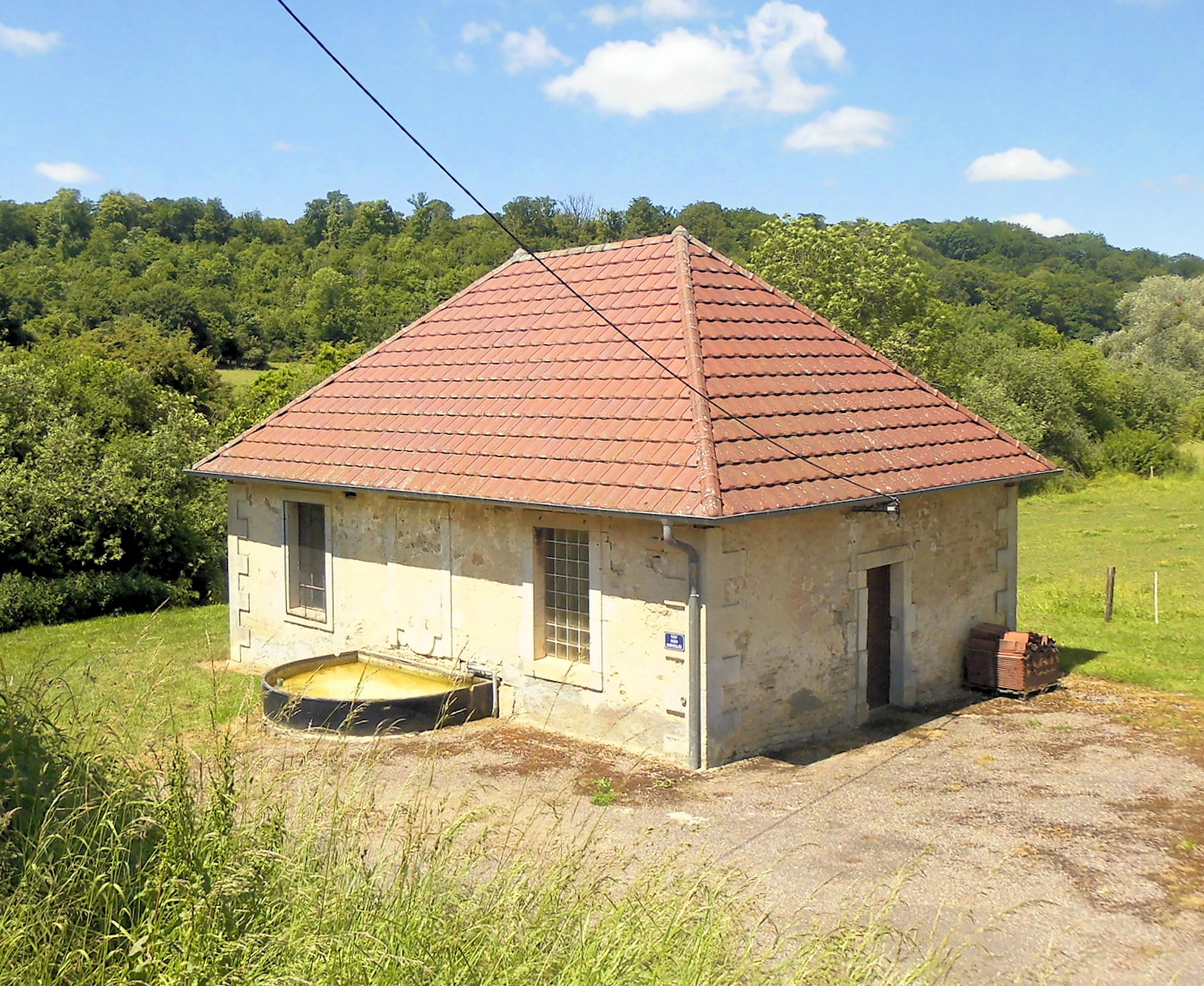
Ehemaliges Waschhaus